# Аблухвара
Аблухвара (абх. Аблыхәара, груз. აბლუხვარა) — село в Абхазии, в Гулрыпшском районе частично признанной Республики Абхазия, согласно административному делению Грузии — в Гульрипшском муниципалитете Абхазской Автономной Республики. Высота над уровнем моря составляет 720 метров.

## Население
В 1959 году в селе Аблухвара проживало 227 человек, в основном армяне (в Азанском сельсовете в целом — 778 человек, в основном грузины, кроме преимущественно армянских сёл Аблухвара и Келасури). В 1989 году в селе жило 35 человек, также в основном армяне.